# Gemeindezentrum Heilig Geist (Mainz)

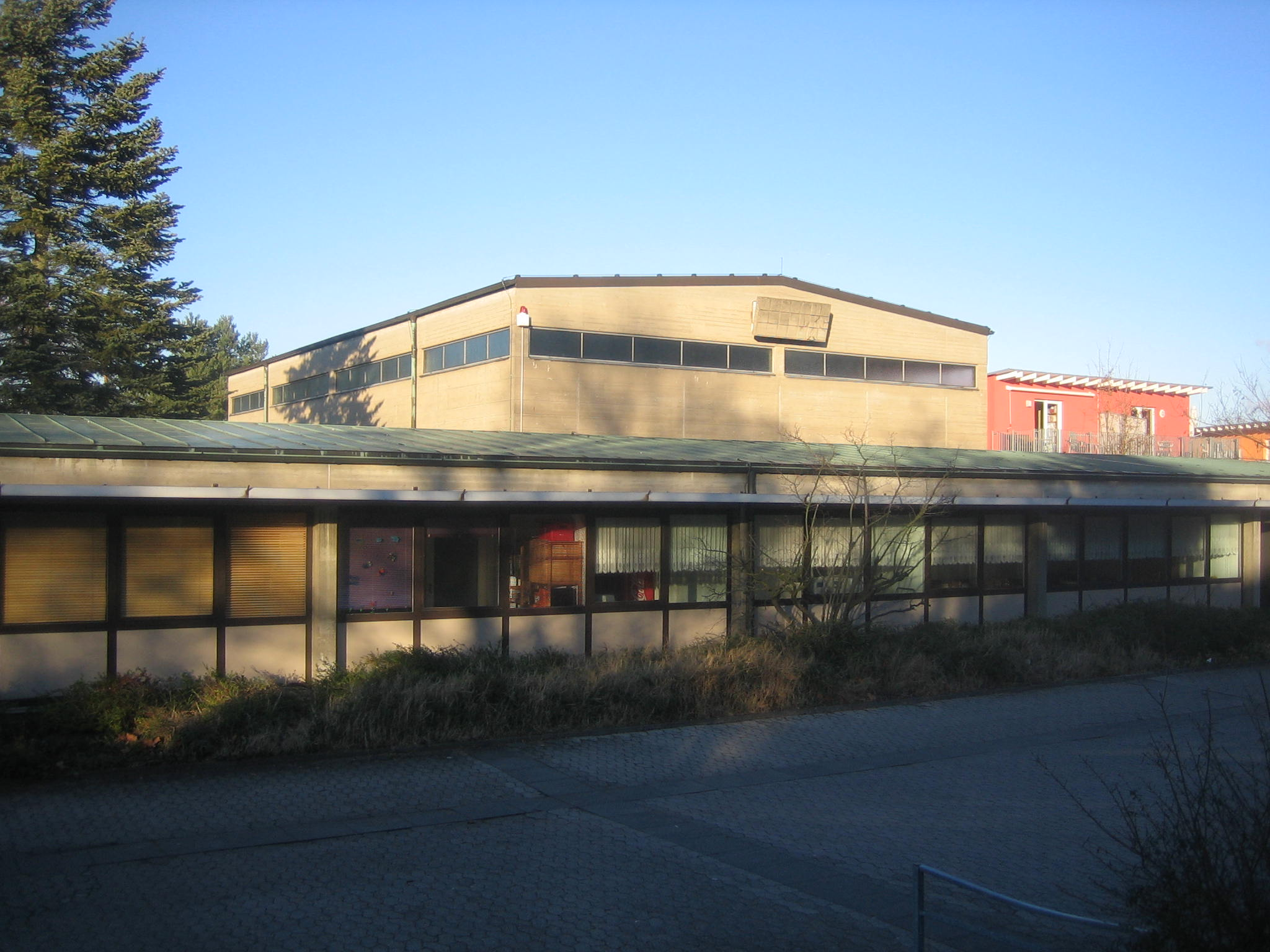
Gemeindezentrum Heilig Geist, Südseite

Das Gemeindezentrum Heilig Geist war ein katholisches Kirchenzentrum im Stadtteil Mombach der Stadt Mainz. Es gehörte zur Kirchengemeinde St. Nikolaus und umfasste einen dem Heiligen Geist geweihten Sakralraum, mehrere Gemeinderäume und eine Kindertagesstätte. Das Gemeindezentrum lag zwischen Dr.-Falk-Weg und Pfarrer-Bechtolsheimer-Weg.

## Geschichte
Die städtebaulichen Planung für Mainz durch Ernst May propagierte Mombach-West als Neubaugebiet der 1960er Jahre, um die Innenstadt zu entlasten und so zur Auflockerung der Bestandsbebauung in dieser beizutragen. Im Rahmen der Erstellung dieses Neubaugebiets machte man sich im bischöflichen Ordinariat auch Gedanken um die seelsorgliche Versorgung der katholischen Christen in diesem neuen Gebiet. Das Bistum Mainz erwarb ein verkehrsgünstig liegendes Grundstück in der Flur „Ob dem Heiligen Geist“, an der nördlichen Einfahrt zu dieser als „Westring“ geplanten geschlossenen Stadterweiterung. An Allerheiligen 1969 wurde die neue Pfarrei, unter Neuaufteilung des gesamten Mombacher Sprengels, gegründet. Der bestehende Flurname leitet sich vom Grundbesitz des historischen Heilig Geist Hospitals in der Mainzer Altstadt ab. Das Spital hatte Waldbesitz auf dem heutigen Kirchengelände.
Mit der Planung wurde der Architekt Bernhard Schmitz beauftragt. Am 18. März 1972 erfolgte auf dem Grundstück die Grundsteinlegung zu einem Gemeindezentrum mit Gottesdienstraum. Bereits am 14. Januar des Folgejahres wurde das Gemeindezentrum konsekriert. 
Innerhalb des seit 2004 initiierten Erneuerungsprozesses des Bistums Mainz mit dem Motto „Lebendige Gemeinden in erneuerten pastoralen Einheiten“ war Mombach die erste Gemeinde, die durch Fusion aller drei Gemeinden diesen Prozess vorgelebt hat. Seither war Heilig-Geist eine von drei Kirchen der Katholischen Pfarrei St. Nikolaus.

## Bau und Ausstattung
Das Gemeindezentrum liegt an einem nach Norden abfallenden Hang und ordnet sich in die Wohnbebauung der Umgebung ein. Lange Zeit wurde das für einen Erweiterungsbau freigehaltene Gelände durch zwei Tennisplätze zur Hauptverkehrsachse, der Kreuzstraße hin geprägt, der schlichte Betonbau wurde für eine Tennishalle gehalten. Dies änderte sich erst mit einer Wohnbebauung des Geländes zu Beginn des 21. Jahrhunderts.
Architekt Schmitz setzte die Vorgaben einer technologisch orientierten Planung des „Machbaren“ um. Der Kirchbau schafft den Rahmen für Räume, die die fortschrittlichen, progressiven Christen der nachkonziliaren Zeit selbst mit Leben erfüllen sollen. Der Bau sollte für Veränderungen der Konzepte und Anforderungen der Gemeinde während der Veränderungsprozesse und deren Auswirkungen für das religiöse Leben im ausgehenden 20. Jahrhundert Raum bieten. Die Baukubatur ist die eines Quaders aus allseitig hellem Sichtbeton, nirgends kaschiert, unverkennbar durch den Baustil der 1960er Jahre geprägt. Auf einen Glockenturm wurde verzichtet. Das äußerliche Zeichen des Kirchengeländes ist ein großes Holzkreuz in einer Nische der Südseite, links neben dem Eingang, und davor eine stilisierte, leicht erhöhte Außenkanzel ohne Schalldeckel. Der Gemeindesaal ist in Nord-Süd-Richtung orientiert, der Altarraum geostet. Das variable Konzept sah einen großen zentralen Gemeindesaal vor, der zu den Gottesdiensten mit dem Altarraum verbunden werden kann. Daneben wurden nach einem Atriumkonzept Veranstaltungs- und Besprechungsräume, eine Caritas Sozialstation, sowie die Wohnungen für Pfarrer und Hausmeister gebaut. Die Offenheit der Architektur von Heilig-Geist symbolisiert einen ernsthaften Anspruch gegen den „Kirchenkitsch“ vergangener Jahrhunderte. Zum Atrium hin bestehen die Wände ausschließlich aus großflächigen Fensterelementen, die im Gemeindesaal als Schiebeelemente ausgeführt sind, um freien Zugang zum Innenhof zu gewähren. Das Untergeschoss blieb für Aktivitäten der Kinder- und Jugendarbeit bestimmt. Im Gemeindesaal findet der Zweckbau seine höchste Erhebung. Im Giebelscheitel des relativ flachen Daches wurde nach außen hin ein Betonrelief HDKG des Architekten Bernhard Schmitz angebracht. Die Grafik in Kreuzform zeit die Buchstaben H(aus) D(er) K(atholischen) G(emeinde) und symbolhaft die Heiliggeisttaube. Der Sichtbeton im Inneren des Gemeindesaals wird durch ein Fensterband unterbrochen. Zwischen Fensterband und der Höhe der Altarnische sind an allen vier Seiten naturfarbene geflochtene Strohmatten angebracht, die zusammen mit dem Parkettboden den kühlen Betoncharakter abmildern.
Die Bedeutung des Altarraums als Zentrum des Gemeindegottesdienstes rückt durch den erhabenen Gemeindesaal etwas in den Hintergrund. Ursprünglich war der in weißem Kalksandstein als Sichtmauerwerk ausgeführte Altarraum lediglich durch 12 kleine Kreuze aus Vormauersteinen geschmückt, die für die 12 Apostel stehen. Seit den 1980er Jahren verschönert ein Korpus Christi die rückwärtige Altarwand minimalistisch. Die rechteckige Altarinsel selbst bildet eine Einheit mit dem Chorgestühl, die Holzarbeiten einschließlich Ambo und Stele für das Weihwasserbecken wurden von Professor Helmut Starke entworfen. Zum südlichen Gang hin ist der Tabernakel aus graviertem Metall von Erwin W. Hupert an der Decke hängend angebracht, während Ambo und Pfeifenorgel zum nördlichen Gang hin orientiert sind. Ein schlankes, schlichtes, geschmiedetes Kreuz des Gonsenheimer Kunstschmieds Gradinger wurde später durch ein Vortragekreuz ergänzt. Rechts und links des Altarraums, an den Enden der Gänge, befinden sich Fensterwände des Mainzer Glaskünstlers Peter Paul Etz. Das in dunklen Blau- und Violetttönen gehaltene südliche Fenster zeigt die Arche Noah auf stürmischer See, über die sich durch dunkle Wolken ein Regenbogen über die Fensterdiagonale spannt. Die von Noach aufgelassene Taube kehrt mit einem frischen Olivenzweig im Schnabel zur Arche zurück (Gen 8,11 ). Das in verschiedenen Gelb- und Grüntönen gestaltete Heilig-Geist-Fenster am nördlichen Gang ist Bestandteil der ehemaligen Beichtkapelle. Es zeigt Attribute des Heiligen Geistes (Pfingstereignis, Apg 2,3 ), die sich in den Fensterfarben nahezu auflösen.
Als besonderes Ausstattungsmerkmal ist der Grundstein gestaltet von Hannes Gaab, Mainz, zu sehen, der sich im Zimmer des Pastoralreferenten, gleich neben dem Haupteingang, befindet. Die Taufschale stammt ebenfalls von Erwin W. Hupert. Im Laufe der Zeit wurden verschiedene Keramik- und Mosaikelemente von Gemeindemitgliedern gestaltet und in den Altarraum innen sowie die Nische der Außenkanzel integriert. Weitere Bauplastiken als Betonhalbreliefe befinden sich an der äußeren Saalseite zum Atrium hin.
Mit dem Verkauf eines Reservegeländes für eine Kirchenerweiterung sollte zu Beginn des 21. Jahrhunderts eine  energetische Sanierung finanziert werden, die bis 2012 nicht umgesetzt wurde. Stattdessen hat der Verwaltungsrat der Pfarrgemeinde beschlossen, das Gemeindezentrum zu schließen, um die zur Sanierung notwendigen 600.000 Euro nicht zu verausgaben. Die früheren Pfarrers- und Hausmeisterwohnungen wurden bereits 2010 abgerissen und machten einer Kindertagesstätte Platz. Bis zu deren Fertigstellung im September 2013 waren die Kinder im alten Gebäudeteil untergebracht. Die Kindertagesstätte Heilig Geist wurde von der Stadt Mainz gebaut und nach Fertigstellung an die Pfarrei St. Nikolaus als Träger der Kindertagesstätte übergeben. Das Gelände wurde im Erbbaurecht übertragen.
Grundstück und Gebäude wurden zum Verkauf angeboten, mit dem Erlös soll ein anderes Gebäude der Pfarrgemeinde umgebaut werden. Als Alternative zu einer Profanierung wurde der Verkauf an eine der katholischen Kirche nahestehenden Glaubensgemeinschaft in Betracht gezogen.
Im Spannungsfeld der Nachfrage, die durch einen Zeitungsartikel in der AZ Mainz ausgelöst wurde, wurde auch durch die koptische Glaubensgemeinschaft Interesse bekundet. Diese suchte für den Aufbau einer Gemeinde im Mainzer Raum passende Grundstücke. Im Dezember 2014 vereinbarte Anba Michael, der Bischof für Süd-Deutschland  mit dem Mainzer Generalvikar Dietmar Giebelmann den Ankauf des Gemeindezentrums Heilig Geist.
Die Gebäude wurden mit Ende des Kirchenjahres 2014 der Gemeinde Koptisch-Orthodoxen Kirche übergeben, die das Gebäude als St.-Kyrillos-Kirche nutzt.
Koordinaten: 50° 1′ 3,2″ N, 8° 13′ 9,2″ O